# Tullio Regge
Tullio Eugenio Regge (ur. 11 lipca 1931 w Borgo d’Ale, zm. 23 października 2014 w Orbassano) – włoski fizyk i nauczyciel akademicki, profesor, poseł do Parlamentu Europejskiego III kadencji.

## Życiorys
W 1952 ukończył fizykę na Uniwersytecie Turyńskim. Doktoryzował się w 1956 na University of Rochester. W 1961 objął stanowisko wykładowcy na macierzystej uczelni. W latach 60. i 70. pracował w Stanach Zjednoczonych na Uniwersytecie Princeton i w Institute for Advanced Study. Po powrocie do Włoch był profesorem na Uniwersytecie Turyńskim, a od połowy lat 90. profesorem na Politecnico di Torino. Członek różnych instytucji naukowych, m.in. Accademia Nazionale dei Lincei (1972) i Accademia Nazionale delle Scienze detta dei XL (1975).
W pracy naukowej zajmował się zagadnieniami z zakresu astrofizyki, fizyki niskich temperatur oraz fizyki cząstek elementarnych.
W latach 1989–1994 sprawował mandat eurodeputowanego III kadencji. Uzyskał go z ramienia Włoskiej Partii Komunistycznej, po likwidacji PCI dołączył do Demokratycznej Partii Lewicy.

## Wyróżnienia
Za osiągnięcia naukowe wyróżniony m.in. Dannie Heineman Prize for Mathematical Physics (1964), Albert Einstein Award (1979), Medalem Diraca (1996).